# シャトー・ピション・ロングヴィル・コンテス・ドゥ・ラランド
シャトー・ピション・ロングヴィル・コンテス・ドゥ・ラランド（Château Pichon Longueville Comtesse de Lalande）は、メドック第2級のボルドーワインである。75haの敷地を持ち、ジロンド県のポーイヤック村に位置しており、ポーイヤックのAOCに格付けされている。
2007年にルイ・ロデレールグループ傘下に入る。